# Castillo de Monasterio de Rodilla

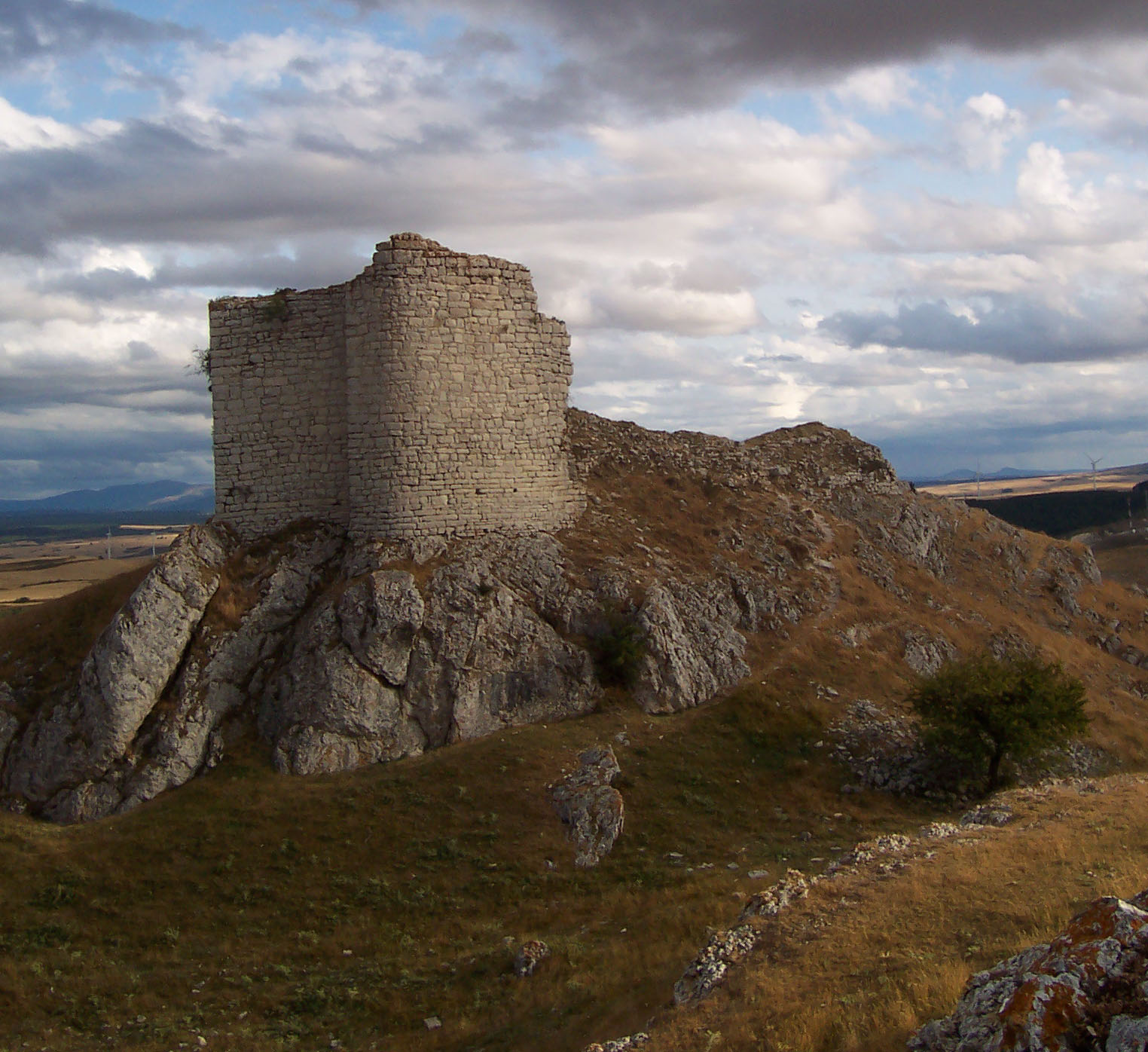
Burg von Monasterio de Rodilla

Das Castillo de Monasterio de Rodilla ist eine Burg in Monasterio de Rodilla, einer Gemeinde in der spanischen Provinz Burgos der Autonomen Region Kastilien und León, die im 11. Jahrhundert errichtet wurde. Die Burg ist seit 1949 ein geschütztes Baudenkmal (Bien de Interés Cultural).

## Geschichte
Die Burg wird erstmals im 11. Jahrhundert im Zusammenhang mit den Kämpfen zwischen dem Königreich Kastilien und dem Königreich Navarra erwähnt. Von der Burg sind heute nur noch kleine Reste erhalten. Die Festung besaß ursprünglich drei quadratische Türme und war an der vierten Seite durch einen Abgrund geschützt.